# Lipcse (Ukrajna)
Lipcse (ukránul: Липча [Lipcsa]) falu Ukrajnában, Kárpátalján, a Huszti járásban.

## Fekvése
Huszttól északra, a Nagy-ág folyó völgyében, Lipcsemező, Keselymező és Herincse közt fekvő település.

## Története
Lipcse nevét 1383-ban említette először oklevél Lypche néven. 1403-ban Lypse, 1419-ben Lepse, 1442-ben Lyptze, 1555-ben Lypczye néven írták.
Lipcsét még Nagy Lajos király adta a bilkei vajdacsalád tagjainak kenézi telepítés céljából Szeremlővel (Hericse) együtt. Az 1400-as években az Urmezei és Bilkei család pereskedett a településért, majd később más környékbeli nemes családok is szereztek itt birtokrészt. A Bilkei család egyik ága telepedett meg a faluban, és felvéve a Lipcsei családnevet később előkelő nemzetséggé fejlődött.
1910-ben 3089 lakosából 25 magyar, 502 német, 2546 ruszin volt. Ebből 2578 görögkatolikus, 497 izraelita volt. A trianoni békeszerződés előtt Máramaros vármegye Dolhai járásához tartozott. 2015-ben a lakossága 4654 fő, többnyire ukránok (90%), valamint oroszok, fehéroroszok és magyarok.